# Тјери Етонгу
Ињас Тјери Етонгу Амугу (фр. Ignace Thierry Etoungou Amougou; Јаунде, 22. септембар 1999) камерунски је фудбалер који тренутно наступа за Раднички из Ниша.

## Каријера
Етонгу је на почецима своје каријере наступао за Фортуну у родном Камеруну. Наступао је за репрезентацију своје државе у узрасту до 23 године старости. Током лета 2022. стигао је у Европу и приступио нишком Радничком, с којим је потписао трогодишњи уговор. у Суперлиги Србије дебитовао је у 7. колу такмичарске 2022/23, против Радника у Сурдулици, ушавши у игру уместо Андреје Стојановића у 81. минуту сусрета. Одиграо је два везана сусрета с Јавором, рачунајући шеснаестину финала Купа Србије и 15. коло првенства, у којима екипа Радничког није примила гол из игре. Одмах затим, одиграо је и утакмицу против Црвене звезде у чијој је завршници искључен услед директног црвеног картона. Вратио се у састав против екипе ТСЦ-а у 19. колу када је између 49. и 59. минута добио два жута картона. Надаље је стандардно наступао, а крајем сезоне претрпео је повреду предњих укрштених лигамената. Након опоравка од повреде, у протоколу се нашао на сусрету с Црвеном звездом, средином марта 2024.

## Статистика

### Клупска
Ажурирано 30. марта 2024.
| Клуб         | Сезона   | Лига             | Лига | Лига | Национални куп | Национални куп | Европа | Европа | Остало | Остало | Укупно | Укупно |
| Клуб         | Сезона   | Дивизија         |      | Гол  |                | Гол            |        | Гол    |        | Гол    |        | Гол    |
| ------------ | -------- | ---------------- | ---- | ---- | -------------- | -------------- | ------ | ------ | ------ | ------ | ------ | ------ |
| Раднички Ниш | 2022/23. | Суперлига Србије | 16   | 0    | 2              | 0              | —      | —      | —      | —      | 18     | 0      |
| Раднички Ниш | 2023/24. | Суперлига Србије | 0    | 0    | 0              | 0              | —      | —      | —      | —      | 0      | 0      |
| Раднички Ниш | Укупно   | Укупно           | 16   | 0    | 2              | 0              | —      | —      | —      | —      | 18     | 0      |